# Mitchel Wongsodikromo
Mitchel Wongsodikromo (26 augustus 1985) is een Surinaams badmintonner en coach. Hij won een groot aantal junioren- en seniorenmedailles op nationale, Caribische, Midden-Amerikaanse en Zuid-Amerikaanse toernooien.

## Carrière
Mitchel Wongsodikromo speelde badminton van de club TNF (Tan Na Fesi). Hij was als jongeling al talentvol. Hij won een groot aantal juniorentitels en werd al snel geselecteerd om zijn land in het buitenland te vertegenwoordigen. 
Veel van zijn successen had hij in het herendubbel met zijn vaste partner Virgil Soeroredjo. In 1997 maakte hij deel uit van het Surinaamse U-19-team en won hij een zilveren medaille in Barbados. In 1997 werd hij kampioen van Zuid-Amerika in São Paulo, Brazilië, in zowel de categorie U-13 enkel en U-15 jongensdubbel, en won hij een zilveren medaille in gemengd dubbel U-17. In 1999 won hij goud in het gemengd dubbel U-19 en het Team Event U-19, en zilver in het enkel en jongensdubbel U-19 op de Carebaco Games in Paramaribo.
In 2000 nam Wongsodikromo deel aan het trainingskamp van de IBF World Academy in Kaapstad, Zuid-Afrika. Het werd een top jaar voor hem. Hij won medailles, waaronder goud, op de Zuid-Amerikaanse Juniorenspelen in Argentinië, de Pan-Amerikaanse Spelen in Cuba en de Carebaco in Barbados. Ook 2001 en 2002 sloot hij af met veel medailles op internationale jeugdtoernooien.
Hij won in het enkelspel de nationale kampioenschappen van 2003, 2005, 2009 en 2010 en in het herendubbel die van 2000, 2012, 2014, 2016 en 2019. Op het Suriname International won hij goud in het herendubbel van in 2008, 2009 en 2011, en in het gemengd dubbel van 2009 en  2012. Ook won hij in 2011 goud op het herendubbel van Carebaco in herendubbel en brons met het Surinaamse team op de Zuid-Amerikaanse Spelen van  2010 in Medellín. Samen Crystal Leefmans won hij een bronzen medaille in het gemengd dubbel. Daarnaast won hij nog diverse medailles tijdens andere nationale en internationale toernooien.
Beroepsmatig was hij beleidsmedewerker voor het Nationaal Jeugdinstituut dat deel uitmaakt van het ministerie van Arbeid, Werkgelegenheid en Jeugdzaken. Op 17 maart 2025 werd Wongsodikromo door president Chan Santokhi geïnstalleerd als districtscommissaris van Saramacca.